# نيويورك جاينتس (كرة قدم)
نادي نيويورك جاينتس لكرة القدم (بالإنجليزية: New York Giants)‏ نادي كرة قدم أمريكي . تم تأسيس النادي في سنة 1894 ثم تم حل النادي في سنة 1932 .